# Градец (Валандово)
Градец (мкд. Градец) је насеље у Северној Македонији, у југоисточном делу државе. Градец је насеље у оквиру општине Валандово.

## Географија
Градец је смештен у југоисточном делу Северне Македоније. Од најближег града, Валандова, село је удаљено 12 km северозападно.
Село Градец се налази у историјској области Бојмија. Село је положено у долини Вардара, на приближно 90 метара надморске висине. Северно од насеља издиже се планина Плавуш. 
Месна клима је измењена континентална са значајним утицајем Егејског мора (жарка лета).

## Становништво
Градец је према последњем попису из 2002. године био без становника. Месно становништво је исељено 1960-их година због изградње бране са језером на Вардару, што никада није урађено.
Традиционално становништво у насељу били су етнички Македонци, а претежна вероисповест месног становништва била је православље.